# Noel Sharkey
Pour les articles homonymes, voir Sharkey.
Noel Sharkey est un informaticien né à Belfast. Professeur émérite de l'université de Sheffield, il est surtout connu auprès du public britannique pour ses apparitions à la télévision en tant qu'expert en robotique, notamment dans les émissions Robot Wars (en) et Techno Games (en). Il est également le co-animateur de Bright Sparks (en), diffusée sur BBC Northern Ireland.

## Biographie
Dans les années 1990, Sharkey enseigne l'informatique à l'université de Sheffield.
En 2014, il reçoit un doctorat honorifique de l'université de Skövde. 